# Ángel de Villalobos

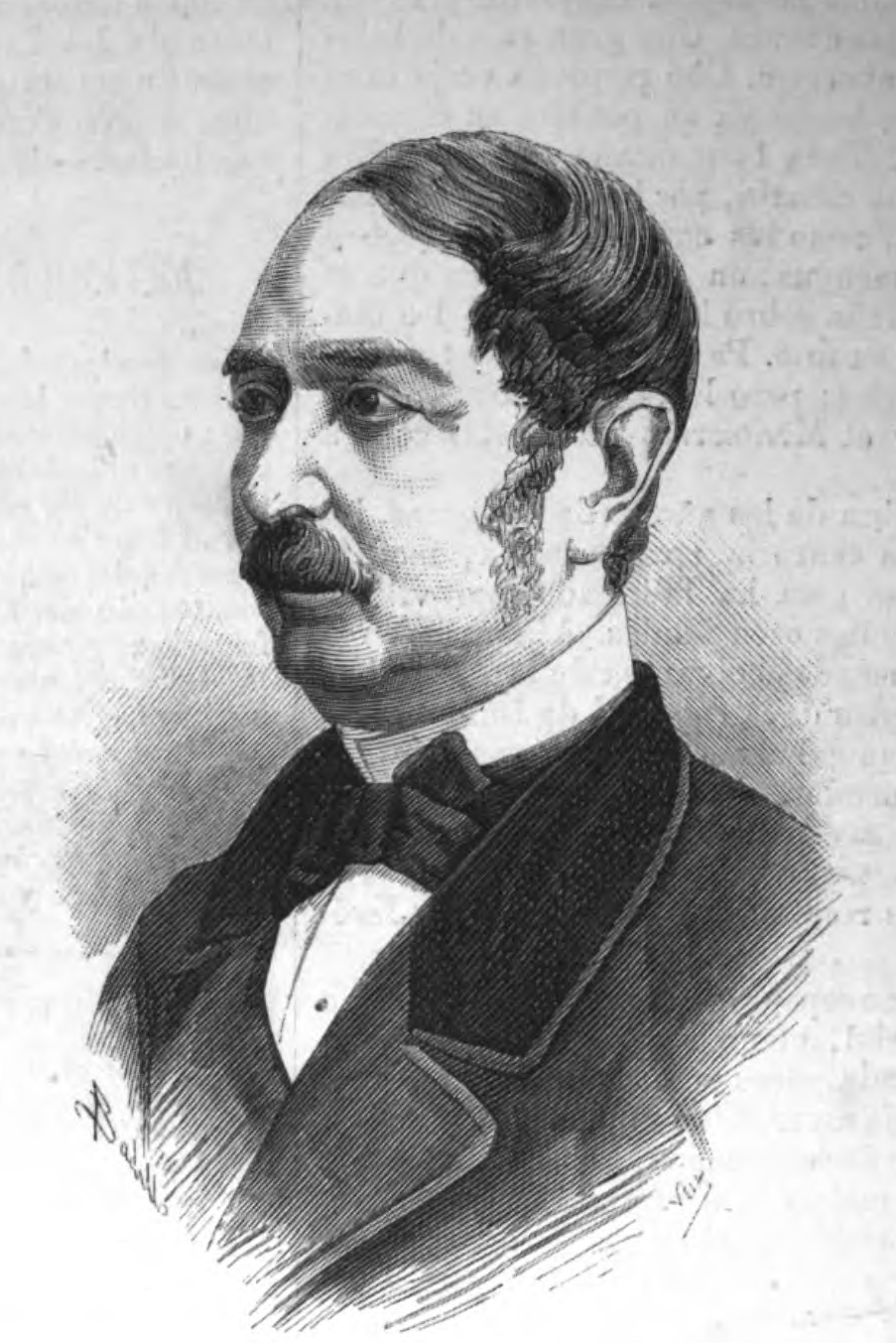
Ángel de Villalobos

Ángel de Villalobos (* 15. November 1808 in Vinaròs; † 26. März 1880 in Madrid) war ein katalanisch-spanischer Journalist, Politiker, Industrieförderer, Romanist und Hispanist, der zeitweilig in England als Hochschullehrer wirkte.

## Leben und Werk
Villalobos y Febrer wuchs bis 1820 in der Emigration in Frankreich auf. Von 1820 bis 1827 lebte er in London. Dann ging er nach Spanien und lehrte an der Pädagogischen Hochschule bei der Universität Alcalá. 1834 schickte ihn die spanische Regierung nach London, um das dortige Primarschulwesen zu inspizieren. Er kam zurück, sah sich aber durch einen Regierungswechsel gezwungen, erneut nach London zu übersiedeln.
In London war er Mitarbeiter von José María Jiménez de Alcalá bei der Herausgabe der Zeitschrift El Instructor ó Repertorio de Historia, Bellas Letras y Artes (1834–1841), die er nach dessen Weggang 1840 weiterführte und umwandelte in die Zeitschrift La Colmena. Periódico trimestre de ciencias, artes, historia y literatura, London (1842–1845).
Villalobos war vom 16. Oktober 1840 bis November 1847 (nach Pablo de Mendíbil und José María Jiménez de Alcalá) der dritte Inhaber des Lehrstuhls für Spanisch am King’s College London.
1847 ging Villalobos nach Barcelona (inoffiziell schon früher, da es in London an Studierenden fehlte). Er wurde 1848 Gründungsdirektor des Institut Industrial de Catalunya und Promotor der Spanischen Eisenbahnen. Ab 1850 war er in Madrid als Abgeordneter, zuerst von Manresa, ab 1865 von Xàtiva.
Villalobos gab ab 1849 die Zeitung El Bien Público (als Organ des Katalanischen Industrieinstituts) heraus und ab 1863 die Zeitung La Razón Española.
In seiner Eigenschaft als Förderer von Eisenbahnprojekten erschien Villalobos mehrfach auf Briefmarken, die Eisenbahnjubiläen feierten, so 1948 zur Hundertjahrfeier der ersten Eisenbahn auf der iberischen Halbinsel (zwischen Barcelona und Mataró).

## Werke
- Memoria historica del Emperador Napoleon, London 1841 (51 Seiten)